# Hawk Younkins
Hawk Hayes Younkins (ur. 1981 w Atlancie) – amerykański zawodowy wrestler, aktor filmowy i telewizyjny.
W 2000 ukończył Bolles School w Jacksonville. Karierę rozpoczął jako wrestler, następnie był zawodnikiem mieszanych sztuk walki. Zagrał role w filmach: Diabelskie opowieści (A Devil’s Tale), Śmiertelna gra (Deadly Games), Venom, Martwe obliczanie (Dead Reckoning). Studiował sztukę teatralną przy University of Idaho. Był członkiem wojsk lotniczych R.O.T.C. (Reserve Officers' Training Corps). Jest autorem scenariusza filmowego o wrestlingu The Squared Circle.

## Filmografia

### Filmy
- 2007: Dead Reckoning jako Lohan
- 2007: Urgency jako Agent #2
- 2007: Żywe zło (Live Evil) jako Oficer Fowler
- 2006: Horrorween jako Zombie
- 2006: Thunder Over Reno jako Butch Bandi
- 2006: Any Night But Tonight jako Brad
- 2006: Ride or Die jako Wysoki Teksańczyk
- 2005: Zaufaj mi (Trust Me) jako Jarvis

### Seriale TV
- 2004: Passions jako Delivery Man
- 2003: Tajniacy (The Handler) jako gwiazdor porno